# Княгининок (гміна)
Ґміна Княгининок — історична адміністративно-територіальна одиниця Луцького повіту Волинського воєводства міжвоєнної Польщі. Адміністративний центр — село Княгининок.
Ґміна утворена 1 квітня 1930 р. передачею:
- із ґміни Торчин — сіл: Княгининок, Німецьке, Милуші, Забороль, Антонівка Шепельська, Вільшани, Серники, Боголюби і Богушівка та колоній: Княгининок, Фальків, Милуші, Олександрівка, Антонівка Стара, Іванівка, Маташівка і Григорівка;
- із ґміни Рожище — сіл: Буків, Тростянка й Іванчиці Старі та колоній: Озерце, Дмитрівка Нова, Брище I, Брище II, Рокині Старі, Рокині Нові, Гірка Вільшанська й Іванчиці Нові;
- із ґміни Полонка — сіл: Омеляник Великий, Омеляник Малий, Зміїнець, Черчиці й Кучкарівка (за винятком фільварку Кучкарівка), колоній: Омеляник, Баносівка, Гірка, Всеволодівка, Соф'янівка, Зміїнець, Козин, Черчиці й Кучкарівка та прихистку Омеляник;
- із ґміни Щужин — сіл: Озденіж, Уляник I і Уляники II.

Польською окупаційною владою на території ґміни інтенсивно велася державна програма будівництва польських колоній і заселення поляками. На 1936 рік ґміна складалася з 38 громад:
1. Антонівка Стара — колонія: Антонівка Стара;
2. Антонівка Щепельська — колонії: Антонівка Шепельська і Олександрівка;
3. Банасівка — колонія: Банасівка;
4. Богушівка — село: Богушівка та хутір: Березова Корчма;
5. Боголюби — село: Боголюби та хутір: Боголюбська Ферма;
6. Брище I — колонія: Брище I;
7. Брище II — колонії: Брище II і Юліанфельд;
8. Буків — село: Буків;
9. Черчиці — село: Черчиці та колонія: Черчиці;
10. Гірка Вільшанська — колонія: Гірка Вільшанська;
11. Гірка Заборольська — колонія: Гірка Заборольська;
12. Григорівка — колонія: Григорівка;
13. Іванчиці Старі — село: Іванчиці Старі;
14. Іванчиці Нові — село: Іванчиці Нові;
15. Іванівка — село: Іванівка;
16. Княгининок — колонії: Княгининок і Фальків;
17. Княгининок — село: Княгининок;
18. Козин — колонії: Козин і Липовець;
19. Кучкарівка — село: Кучкарівка та колонія: Кучкарівка;
20. Маташівка — колонія: Маташівка;
21. Милуші — колонії: Милуші й Крадлівка;
22. Милуші — село: Милуші;
23. Німецьке — село: Німецьке;
24. Вільшани — село: Вільшани;
25. Омеляник Великий — село: Омеляник Великий;
26. Омеляник Малий — село: Омеляник Малий та колонії: Омеляник і Омеляник Прихисток;
27. Озденіж — село: Озденіж;
28. Озерце — колонії: Озерце, Озерце Лісове і Димитрівка Нова;
29. Підгір'я — хутір: Підгір'я;
30. Рокитне Нове — колонія: Рокитне Нове;
31. Рокитне Старе — колонія: Рокитне Старе;
32. Серники — село: Серники;
33. Тростянка — село: Тростянка;
34. Уляники I — село: Уляники I;
35. Уляники II — село: Уляники II;
36. Всеволодівка — колонії: Всеволодівка, Ксенівка і Соф'янівка;
37. Забороль — село: Забороль;
38. Зміїнець — село: Зміїнець та колонія: Зміїнець.

Після радянської анексії західноукраїнських земель ґміна ліквідована у зв'язку з утворенням Рожищенського району.